# Mars 1919

## Événements
- Fondation du Congrès juif canadien.
- Les Italiens occupent le sud-ouest de l’Anatolie.

- 1er mars : 
  - Un décret détache la partie méridionale de la boucle du Niger du haut-Sénégal-Niger et crée la colonie de Haute-Volta.
  - José Batlle y Ordóñez est battu à l’élection présidentielle en Uruguay, à cause de la réforme constitutionnelle.
  - Déclaration d'indépendance de la Corée occupée par le Japon.  Un gouvernement civil remplace le gouvernement militaire.
  - Manifestations non violentes en Corée à l'occasion des funérailles du dernier roi de la dynastie Chosŏn, réprimées par l'empire japonais (7 509 tués, 15 961 blessés et 46 948 arrestations).
  - fondation en Belgique de la SNETA (Syndicat national pour l'étude du transport aérien), ancêtre de la SABENA;
  - la RAF inaugure un service postal militaire entre Londres et Cologne (Allemagne).

- 2 mars : congrès de fondation de la IIIe Internationale communiste à Moscou.

- 3 mars : à l’appel du Parti communiste allemand, les conseils ouvriers de Berlin déclenchent une grève générale. Le ministre de la Reichswehr proclame l’état de siège suivi le lendemain par des affrontements entre les manifestants et l’armée.

- 9 mars : 
  - Premier match international de football de l'après-guerre : France - Belgique : match nul 2 à 2.
  - Révolte nationaliste en Égypte menée par le parti Wafd de Saad Zaghlul contre le refus des Britanniques de prendre en considération la demande d’indépendance du pays. L’arrestation et la déportation des chefs du Wafd à Malte le 8 mars déclenche une véritable vague révolutionnaire. La répression britannique, menée par le général Allenby, fait des milliers de morts. Les chefs du Wafd sont toutefois libérés le 7 avril.

- 9 - 13 mars : répression de la grève générale à Berlin par la police et l’armée. Arrestation de militants spartakistes.

- 12 mars : le siège du Grand Conseil ouvrier de Berlin est occupé par la troupe. La répression fait près de 1 200 victimes.

- 14 mars : proclamation de la république soviétique d’Ukraine.

- 18 mars : 
  - Le prince de Galles ouvre la 13e législature du Canada.
  - Inde : Rowlatt Act instaurant des cours spéciales et autorisant au vice-roi et aux gouverneurs la détention sans procès pour activités subversives. Ces lois provoquent une recrudescence de l’activité nationaliste. Gandhi, alors à la tête du Congrès national indien, déclenche un satyâgraha (« force de la vérité », action de masse, non-violente) pour protester contre l’exil de deux chefs nationalistes.

- 19 mars : formation d'un gouvernement coréen en exil à Shanghai.

- 20 mars : devant un ultimatum de l’Entente exigeant un nouveau recul du territoire de la Hongrie (note Vix), le président Mihály Károlyi et son Premier ministre Dénes Berinkey estiment ne pas pouvoir obtempérer. Le gouvernement de la République démocratique hongroise démissionne et Mihály Károlyi annonce son intention de désigner un gouvernement social-démocrate.

- 21 mars : en Hongrie, après la fusion des partis communiste et social-démocrate, Béla Kun prend le pouvoir et proclame la République des Conseils de Hongrie sur le modèle des Soviets russes. Cet intermède communiste dure jusqu'au 1er août.

- 22 mars : première ligne de transport aérien entre Paris et Bruxelles.

- 25 mars, France : création des conventions collectives.

- 29 mars, France : acquittement de Raoul Villain, l'assassin de Jean Jaurès. Cent mille personnes manifestent à Paris.

## Naissances
- 1er mars : 
  - Louis Boekhout, peintre néerlando-canadien († 9 janvier 2012).
  - Jacques Lewis, résistant et vétéran français du débarquement de Normandie († 30 juillet 2024).
- 3 mars : Peter Abrahams, romancier sud-africain de langue anglaise († 18 janvier 2017).
- 10 mars : Emiel Faignaert, coureur cycliste belge († 10 mai 1980).
- 15 mars : Hadjibaba Huseynov, chanteur azéri († 24 octobre 1993).
- 17 mars : Mike Hoare, mercenaire militaire et écrivain irlandais († 2 février 2020).
- 19 mars : José Lebrún Moratinos, cardinal vénézuélien, archevêque de Caracas († 21 février 2001).
- 24 mars : 
  - Claude Bertrand, acteur français († 1986).
  - Lawrence Ferlinghetti, poète américain († 22 février 2021).
- 28 mars : Alain Bosquet, poète († 1998).